# Santa Clara, Ixhuatlán del Sureste
Santa Clara är en ort i Mexiko.   Den ligger i kommunen Ixhuatlán del Sureste och delstaten Veracruz, i den sydöstra delen av landet, 500 km öster om huvudstaden Mexico City. Santa Clara ligger 28 meter över havet och antalet invånare är 114.
Terrängen runt Santa Clara är platt. Runt Santa Clara är det ganska glesbefolkat, med 31 invånare per kvadratkilometer. Närmaste större samhälle är Coatzacoalcos, 13,4 km nordväst om Santa Clara. Omgivningarna runt Santa Clara är en mosaik av jordbruksmark och naturlig växtlighet.